# شريان القدم القوسي
شريان القدم القوسي (بالإنجليزية: Arcuate artery of the foot)‏‏ هو شريان يتفرعُ من شريان ظهري للقدم.